# Thomas Evans
Pour les articles homonymes, voir Evans.
Thomas Evans, mort en 1775, est un officier de la Royal Navy. Il sert durant la guerre de Sept Ans et jusqu’au début de la guerre d'indépendance des États-Unis, atteignant le rang de captain.

## Biographie
Thomas Evans est nommé lieutenant le 25 septembre 1743, puis commander le 12 juillet 1757.
Il reçoit le commandement du Royal William, un navire de ligne portant 84 canons, en janvier 1758.
Le 30 de ce même mois, il est nommé captain.
Il prend le commandement de l’Union en 1759 et participe à la bataille des Cardinaux, le 20 novembre 1759. Le vaisseau porte alors la marque de Charles Hardy vice-amiral de la Bleue,.
Il est nommé à bord de l’Augusta (en) en 1771, poste qu'il occupe jusqu’au mois de mai. De 1773 à 1774, il commande le Marlborough, puis le Ramillies (en) jusqu'en 1775.